# Choisy-en-Brie
Choisy-en-Brie település Franciaországban, Seine-et-Marne megyében. Lakosainak száma 1331 fő (2022. január 1.). Choisy-en-Brie Saint-Rémy-de-la-Vanne, Saint-Siméon, Chartronges, Chevru, Jouy-sur-Morin, Leudon-en-Brie és Marolles-en-Brie községekkel határos.

## Népesség
A település népességének változása:
| Lakosok száma | 1374 | 1408 | 1398 | 1349 | 1320 | 1308 | 1314 | 1308 | 1331 |
|               | 2013 | 2015 | 2016 | 2017 | 2018 | 2019 | 2020 | 2021 | 2022 |